# Zadruga, Razgrad
Zadruga (în bulgară Задруга) este un sat în comuna Kubrat, regiunea Razgrad,  Bulgaria. 

## Demografie
Componența etnică a satului Zadruga
     Turci (85,48%)
     Bulgari (5,76%)
     Romi (8,75%)
     Nicio identificare (0%)
La recensământul din 2011, populația satului Zadruga era de 434 locuitori. Din punct de vedere etnic, majoritatea locuitorilor (85,48%) erau turci, existând și minorități de romi (8,75%) și bulgari (5,76%). Pentru 0% din locuitori nu este cunoscută apartenența etnică.